# Wehrbereichskommando VI
Das Wehrbereichskommando VI war ein Wehrbereichskommando im Territorialheer der Bundeswehr. Aufgabe dieser Kommandobehörde war die Territoriale Verteidigung im Wehrbereich VI. Der Wehrbereich VI umfasste das Land Bayern. Das Wehrbereichskommando wurde ab 1956 aufgestellt. Stabssitz war München. Ab 1994 wurde die Führung des Wehrbereichs durch den fusionierten Stab „Wehrbereichskommando VI / 1. Gebirgsdivision“ wahrgenommen. Das Wehrbereichskommando wurde 2001 außer Dienst gestellt und zum Wehrbereichskommando IV „Süddeutschland“ umgegliedert.

## Geschichte

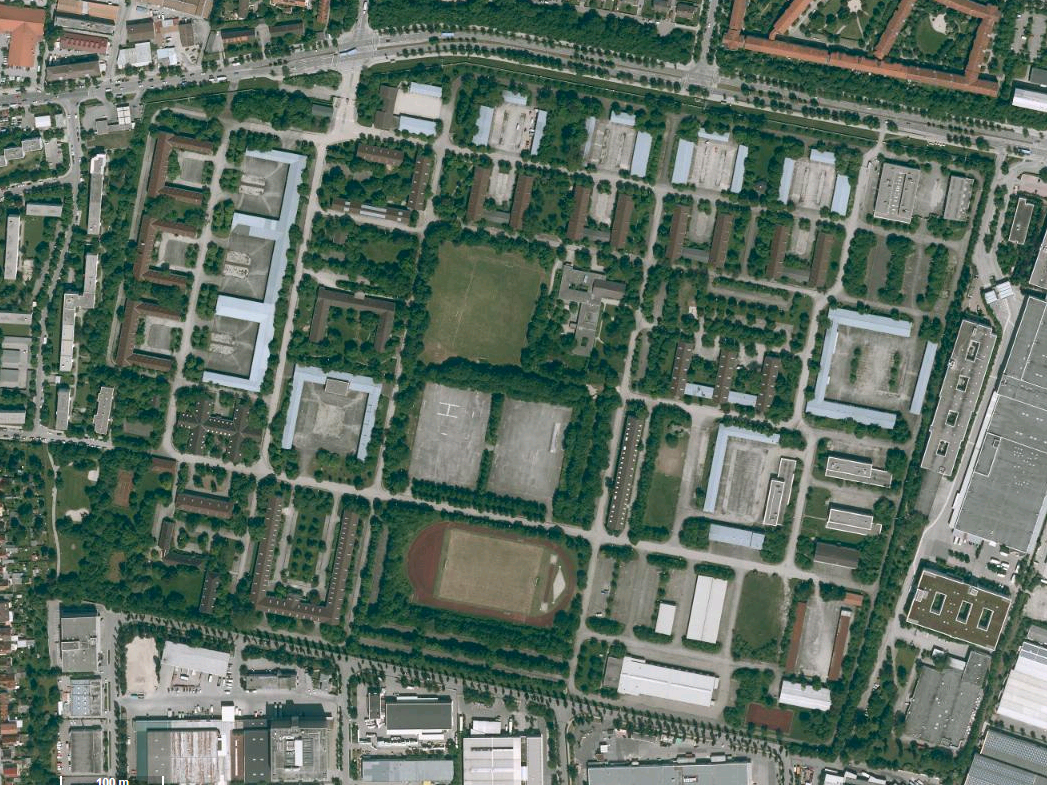
Sitz der Kommandantur: Die Bayern-Kaserne in München

Das Wehrbereichskommando wurde ab 1956 in München als Teil des Territorialheeres aufgestellt. Es war bis 1969 dem Kommando Territoriale Verteidigung unterstellt. Von 1958 bis 1961 wurden im Wehrbereich TV-Stäbe (Territorialverteidigungsstäbe) aufgestellt, die ab 1963 in Verteidigungsbezirkskommandos umgegliedert wurden und dem Wehrbereichskommando nachgeordnet waren. Aufgestellt wurden folgende Verteidigungsbezirkskommandos:
- Verteidigungsbezirkskommando 61 (Augsburg)
- Verteidigungsbezirkskommando 62 (Regensburg)
- Verteidigungsbezirkskommando 63 (Ansbach)
- Verteidigungsbezirkskommando 64 (Würzburg)
- Verteidigungsbezirkskommando 65 (München)
- Verteidigungsbezirkskommando 66 (Landshut)
- Verteidigungsbezirkskommando 67 (Bayreuth)

Ab 1964 wurden in den Verteidigungsbezirken mit der Aufstellung nachgeordneter Verteidigungskreiskommandos begonnen. Das Wehrbereichskommando wurde ab 1969 zur Einnahme der Heeresstruktur III in das Heer eingegliedert und dem Territorialkommando Süd unterstellt.
Nach Ende des Kalten Krieges wurde das Territorialheer deutlich verkleinert. In der Heeresstruktur V wurden die Wehrbereichskommandos und Divisionsstäbe fusioniert. Das Wehrbereichskommando VI verschmolz zum 1. April 1994 mit der 1. Gebirgsdivision. Der fusionierte Stab wurde als „Wehrbereichskommando VI / 1. Gebirgsdivision“ bezeichnet. Der fusionierte Stab unterstand dem II. Korps. Die Trennung zwischen einem der NATO unterstellten Feldheer und dem auch im Verteidigungsfall unter nationalem Kommando bleibenden Territorialheer wurde damit organisatorisch in der Friedensgliederung aufgeweicht. Erst im Verteidigungsfall wären die fusionierten Stäbe voraussichtlich wieder getrennt worden.
Zum 1. Juli 2001 wurde die Fusion rückgängig gemacht und das Territorialheer als Teilbereich des Heeres aufgelöst. Der Stab des Wehrbereichskommandos VI wurde zum 1. Juli 2001 als Wehrbereichskommando IV „Süddeutschland“ neu aufgestellt. Das „neue“ Wehrbereichskommando IV übernahm als Teil der neu aufgestellten Streitkräftebasis die Führung der Truppenteile und die Organisation der Territorialen Verteidigung in Süddeutschland, das bisher in die Wehrbereiche V (Baden-Württemberg) und VI (Bayern) gegliedert war. Die 1. Gebirgsdivision wurde zum 30. September 2001 außer Dienst gestellt.

## Verbandsabzeichen

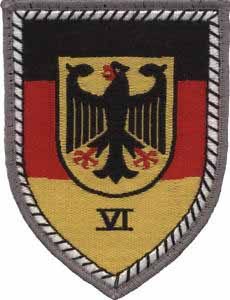
Gewebtes Verbandsabzeichen des Wehrbereichskommandos

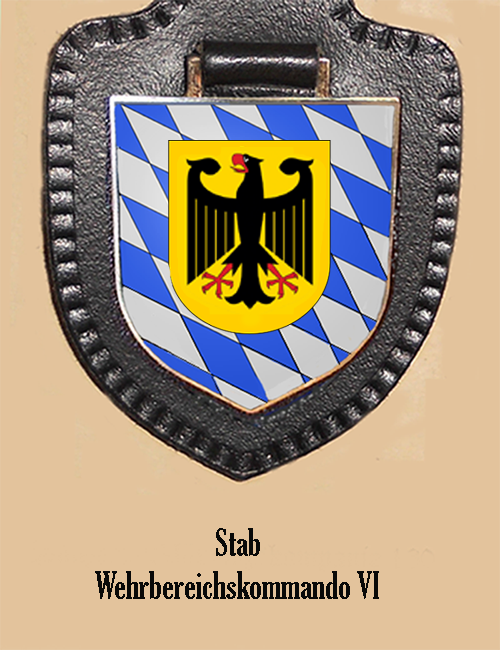
Internes Verbandsabzeichen des Stabes des Wehrbereichskommandos VI: Bundeswappen auf bayrischen Rauten

Das Wehrbereichskommando führte ein Verbandsabzeichen mit folgender Blasonierung:
„Von einer silbernen Kordel mit eingeflochtenem schwarzen Faden gefasst, geteilt zu Schwarz, Rot, Gold in goldenem Mittelschild ein einköpfiger schwarzer Adler, den Kopf nach rechts gewendet, die Flügel offen, aber mit geschlossenem Gefieder, Schnabel, Zunge und Fänge von roter Farbe (Bundesadler); der Mittelschild unten begleitet von der schwarzen römischen Ziffer VI.“
Die Schildteilung entsprach der Flagge Deutschlands. Die Motive des Verbandsabzeichens ähnelten im Übrigen dem Wappen Deutschlands. Der Bundesadler war das deutsche Wappentier. Er wurde ähnlich auf den Truppenfahnen abgebildet. Die enge Anlehnung an das Wappen und die Flagge Deutschlands verdeutlichte, dass das Territorialheer und seine Wehrbereichskommandos auch im Verteidigungsfall unter Kommandogewalt des nationalen Befehlshabers blieb und nicht der NATO assigniert war.
Die Verbandsabzeichen der Kommandobehörden im Territorialheer waren sich besonders ähnlich. Insbesondere unterschieden sich die Verbandsabzeichen der übergeordneten Territorialkommandos und der  anderen Wehrbereichskommando nur durch die Beschriftung. Auch das Verbandsabzeichen des Bundesministeriums der Verteidigung war bis auf den Bord fast identisch. Der bei den Wehrbereichskommandos silber/schwarz geflochtene Rand symbolisierte die Stellung unterhalb des Bundesministeriums der Verteidigung, das entsprechend eine „höherwertige“ goldene Kordel aufwies.